# 茂原岳人
茂原 岳人（しげはら たけひと、1981年10月6日 - ）は、群馬県出身の元サッカー選手。ポジションはミッドフィールダー。

## 来歴
前橋育英高校時代に松下裕樹らとともに高校選手権でベスト4を経験し、2000年にヴィッセル神戸に入団。
2002年、川崎フロンターレにレンタル移籍し、石崎信弘監督に見いだされ主力ボランチとして活躍。これが認められ2004年に柏レイソルに移籍するも池谷友良および早野宏史両監督ともにレギュラーを固定できなかったこともあり出場機会に恵まれなかった。2005年、小野剛監督から誘いを受けサンフレッチェ広島に移籍し、右MFのレギュラーとして活躍した。
2006年には柏レイソルに復帰するもすぐ川崎フロンターレにレンタル移籍として復帰する。しかし同年3月、川崎市内での住居侵入により逮捕された（起訴猶予処分）。これによって茂原は4月1日付でレンタル先の川崎、5月5日付で所属元の柏と契約解除され、一時は無所属の状態が続いた。
同年5月下旬、ヴァンフォーレ甲府に練習生として加入。その後数々のボランティア活動を行ったことが評価され正式に契約し、公式戦に出場するとセンターフォワードで起用され、途中加入ながら5得点をマークするなど自己最高の成績を残し甲府の昇格1年目のJ1残留に貢献した。
2006年に大木武監督率いる甲府では4-3-3システムのセンターフォワード、バレーの移籍後は左ウイングを担った。2007年4月にはJ's GOALの月間MIPに選ばれる活躍を見せた。
2008年には柏レイソルに移籍復帰、4月に日本代表候補として初めて招集された。ところがその直後の4月25日、茂原は7年前の2001年9月に神戸市で住居侵入および窃盗を行った容疑で逮捕され、5月16日に同容疑で起訴された。これを理由として茂原は起訴と同日付で柏から契約解除された。逮捕から2年後の2010年9月21日、最高裁は茂原の上告を棄却する決定をし、懲役1年執行猶予3年の有罪判決が確定した。
また、この確定判決に先立つ2010年2月12日には強制わいせつと強盗の疑いで逮捕され、通算3度目の逮捕となったが、この事件については3月18日に不起訴となった。

## 長期出場停止
茂原は2007年6月20日に行われた対FC東京戦（味の素スタジアム）において、当日の主審を務めた家本政明の判定に抗議しイエローカードを出されて激怒、主審に向けてツバを吐きレッドカードを受けて（2回目の警告ではない）退場処分となった。退場処分を受けた後、茂原が試合運営部品等を破損する行為を行ったことなどを重く見たJリーグ運営委員会は、事情聴取を行ったうえで茂原のナビスコカップを含む7試合の出場停止処分とヴァンフォーレ甲府に対して罰金処分を下した。その後、茂原は甲府のクラブを訪れて謝罪、クラブに課せられた罰金も茂原が支払った。

## 所属クラブ
- 1988年 - 1994年：邑楽FC
- 1994年 - 1997年：館林市立多々良中学校
- 1997年 - 2000年：前橋育英高等学校
- 2000年 - 2003年：ヴィッセル神戸
  - 2002年 - 2003年：川崎フロンターレ（期限付き移籍）
- 2004年 - 2006年5月：柏レイソル
  - 2005年：サンフレッチェ広島（期限付き移籍）
  - 2006年2月 - 同年5月：川崎フロンターレ（期限付き移籍）
- 2006年7月 - 2007年：ヴァンフォーレ甲府
- 2008年 - 同年5月：柏レイソル

## 個人成績
| 国内大会個人成績 | 国内大会個人成績 | 国内大会個人成績 | 国内大会個人成績 | 国内大会個人成績 | 国内大会個人成績 | 国内大会個人成績 | 国内大会個人成績 | 国内大会個人成績 | 国内大会個人成績 | 国内大会個人成績 | 国内大会個人成績 |
| 年度             | クラブ           | 背番号           | リーグ           | リーグ戦         | リーグ戦         | リーグ杯         | リーグ杯         | オープン杯       | オープン杯       | 期間通算         | 期間通算         |
| 年度             | クラブ           | 背番号           | リーグ           | 出場             | 得点             | 出場             | 得点             | 出場             | 得点             | 出場             | 得点             |
| 日本             | 日本             | 日本             | 日本             | リーグ戦         | リーグ戦         | リーグ杯         | リーグ杯         | 天皇杯           | 天皇杯           | 期間通算         | 期間通算         |
| ---------------- | ---------------- | ---------------- | ---------------- | ---------------- | ---------------- | ---------------- | ---------------- | ---------------- | ---------------- | ---------------- | ---------------- |
| 1998             | 前橋育英高       |                  | -                | -                | -                | -                | -                | 1                | 0                | 1                | 0                |
| 2000             | 神戸             | 25               | J1               | 6                | 1                | 0                | 0                | 4                | 1                | 10               | 2                |
| 2001             | 神戸             | 13               | J1               | 9                | 0                | 1                | 0                | 0                | 0                | 10               | 0                |
| 2002             | 川崎             | 14               | J2               | 30               | 0                | -                | -                | 4                | 1                | 34               | 1                |
| 2003             | 川崎             | 14               | J2               | 39               | 0                | -                | -                | 3                | 0                | 42               | 0                |
| 2004             | 柏               | 27               | J1               | 15               | 0                | 4                | 1                | 0                | 0                | 19               | 1                |
| 2005             | 広島             | 34               | J1               | 28               | 0                | 5                | 0                | 1                | 0                | 34               | 0                |
| 2006             | 川崎             | 17               | J1               | 2                | 0                | 0                | 0                | -                | -                | 2                | 0                |
| 2006             | 甲府             | 33               | J1               | 20               | 5                | -                | -                | 3                | 0                | 23               | 5                |
| 2007             | 甲府             | 8                | J1               | 26               | 6                | 3                | 0                | 2                | 0                | 31               | 6                |
| 2008             | 柏               | 8                | J1               | 6                | 0                | 1                | 0                | -                | -                | 7                | 0                |
| 通算             | 日本             | 日本             | J1               | 112              | 12               | 14               | 1                | 10               | 1                | 136              | 14               |
| 通算             | 日本             | 日本             | J2               | 69               | 0                | -                | -                | 7                | 1                | 76               | 1                |
| 通算             | 日本             | 日本             | 他               | -                | -                | -                | -                | 1                | 0                | 1                | 0                |
| 総通算           | 総通算           | 総通算           | 総通算           | 181              | 12               | 14               | 1                | 18               | 2                | 213              | 15               |

- Jリーグ初出場 2000年3月18日 J1・1st 第2節 対ガンバ大阪戦（万博記念競技場）
- Jリーグ初得点 2000年11月8日 J1・2nd 第11節 対横浜F・マリノス戦（神戸総合運動公園ユニバー記念競技場）

## 代表歴
- 2003年 U-22日本代表
- 2008年 日本代表候補